# Метамодернізм
Метамодерні́зм (з грецької: μετά — згодом, після + англ: modern — сучасний) — це комплекс здобутків філософії, естетики та культури, що утворився як реакція на постмодернізм, та перебуває в невизначеності між протиставленими аспектами модернізму та постмодернізму. Оформлення метамодернізму припадає на 2000-і роки. Ще один подібний термін — постпостмодернізм.

## Історія
Вперше слово «метамодерніст» було згадане у 1975 році, в творі американського письменника Масуда Заварзаде, як реакція на літературні події у США 1950-х років.
Першими хто почав використовувати термін в його сьогоднішньому значенні були нідерландські філософи Робін ван ден Аккер та Тімотеус Вермьолен, автори засадничого тексту «Нотатки про метамодернізм» (Notes on Metamodernism), опублікованого в 2010 році, що концептуалізують метамодернізм як «коливання» між модернізмом і постмодернізмом.
У 2011 році Люк Тьорнер опублікував «Маніфест постмодернізму», в якому описав метамодернізм як мінливий стан пошуків множинності несумірних і невловимих горизонтів між (і за межами) іронією та щирістю, наївністю та обізнаністю, релятивізмом та істиною, оптимізмом та сумнівом. У статті вони стверджували про початок настання метамодернізму в 2000-і роки, хоче окремі приклади інші автори вбачають ще в 1990-і.
В українському літературознавстві концепцію метамодернізму досліджують науковець Дмитро Дроздовський і письменник Олег Шинкаренко. Проте безпрецеденний скандал, пов'язаний із доведеним звинуваченням Дмитра Дроздовського в плагіаті, зокрема, із фундаментальних англомовних праць із теорії постпостмодернізму (див. наприклад: ) унеможливлює довіру до генерованих ним наукових висновків. В українському філософському середовищі метамодерну структуру почуття досліджує Денис Бакіров. Метамодернізм у сучасній українські літературі у свої працях розглядають Тетяна Гребенюк  і Марія Шимчишин.

## Характеристики метамодернізму

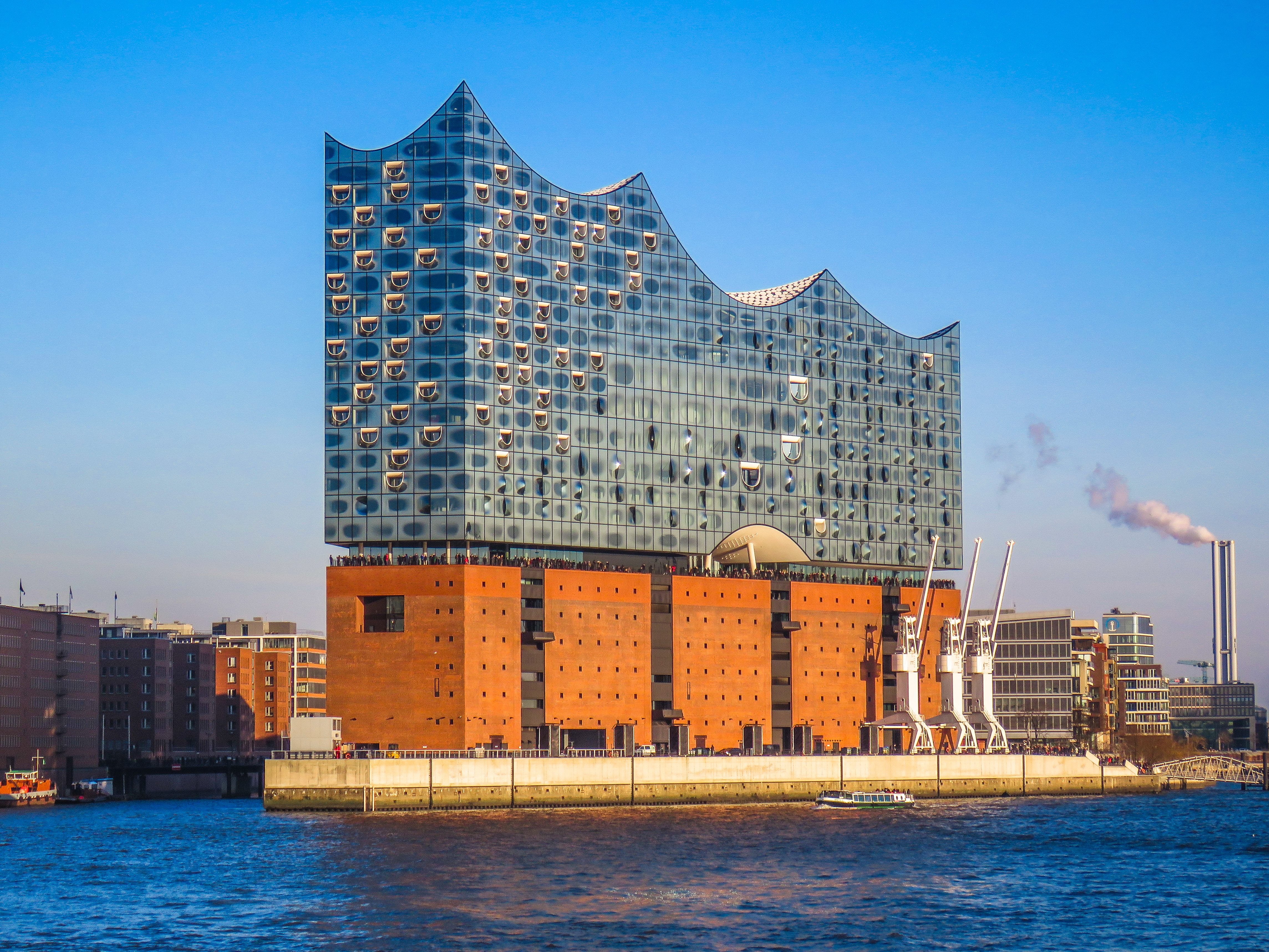
Приклад метамодерністської архітектури: Ельбська філармонія, збудована в 2017 році, поєднує протиставлені ідеї

На відміну від модернізму, котрому притаманні радикальні ідеї та рішення, універсалізація, позбавлення від трансцендентного, постмодернізм проголошує плюралізм, визнання та прийняття будь-яких позицій, напрямів тощо. Він використовує спадок минулого, комбінуючи його елементи, вдається до гри ними та іронії, наповнюючи кожен артефакт відсилками до інших артефактів та цитатами з них. Постмодернізм пропонує несерйозність у ставленні до світу, спростовує попередні істини. В той же час частково модернізм продовжує існувати в рамках постмодернізму, з середини XX століття втративши панівне становище.
Як постмодернізм виник через невдоволення однозначностями модернізму, так метамодернізм своєю чергою виник, коли люди були виснажені скептицизмом постмодернізму, за якого ніщо не може сприйматися як достовірне і негативні оцінки й емоції переважають над позитивними.
Метамодернізм «коливається» між модернізмом і постмодернізмом, йому властиве розуміння всіх протилежностей як складових частин загальної істини. В метамодернізмі рівноправні масова та елітарна культура, диктатура та демократія тощо. Метамодернізм не пропонує певної «правильної» одиничної чи плюралістичної позиції, натомість стверджує, що її слід шукати особисто і лишатися в стані пошуку між протилежностями. Він не стверджує загального позитиву в ставленні до світу, містячи цинізм постмодернізму. Але при цьому приділяє більше уваги надії, ентузіазму, радості тощо.
Метамодернізм використовує особливі методи, деякі з котрих перейняті з постмодернізму, але інакше використовуються:
- Гіперсаморефлексивність — людина бачить себе як «автор», «режисер», «актор» свого життя, визнається те, що вона постає в різних ролях перед іншими. Твори розглядаються не як дещо порівняно самостійне, а як відображення внутрішнього світу автора, з якого глядачі отримують конструктивні моделі для себе.
- Подвійність обрамлення наративів — як би фантастично не виглядали сюжети, вони відмежовуються від реального світу, а потім всередині окреслених рамок читачем відбуваються власні асоціації сприйнятого зі своїм життям. Зображуване сприймається щиро, без іронії, яку робить можливим пряме співвіднесення зображеного з реальністю.
- Коливання між протилежностями — метамодернізм коливається між протилежними полюсами емоційних та естетичних якостей двох епох, але не між політичними чи інтелектуальними.
- Вигадливість — те, що виходить за межі норми, постає джерелом конструктивного досвіду для загалу.
- Мінімалізм — віддання переваги меншому, простішому, що сприяє ближчому контакту з зображуваним.
- Епічність — розкриття грандіозності, героїчності, прихованої в оповідях.
- Конструктивний пастиш — упорядкування різнорідних елементів так, щоб усі вони отримали прийнятне місце там, де первісно його не мали. В результаті твори сприймаються як дещо знайоме і прийнятне, на відміну від постмодерністської строкатості з поєднанням несумісного.
- Нова щирість — використання гумору та іронії для викликання глибоко особистих емоцій, співпереживань.
- Нормкор — уподібнення інакшостей, меншин до «норми».
- Надпроєкція — перенесення людських якостей на інших істот або предмети.
- Метамилість — використання дорослими людьми дитячої безпосередності та простоти, зацікавлення дорослих у «дитячих» творах[15].

Здебільшого метамодернізм – це сукупність культурних продуктів, створених людьми, які не складають великої єдності й часто навіть не знають терміна «метамодернізм», але поділяють спільне відчуття світу та ставлення до нього.

## Прояви метамодернізму
Згідно зі статтею «Нотатки про метамодернізм», прикладами метамодернізму в архітектурі є:

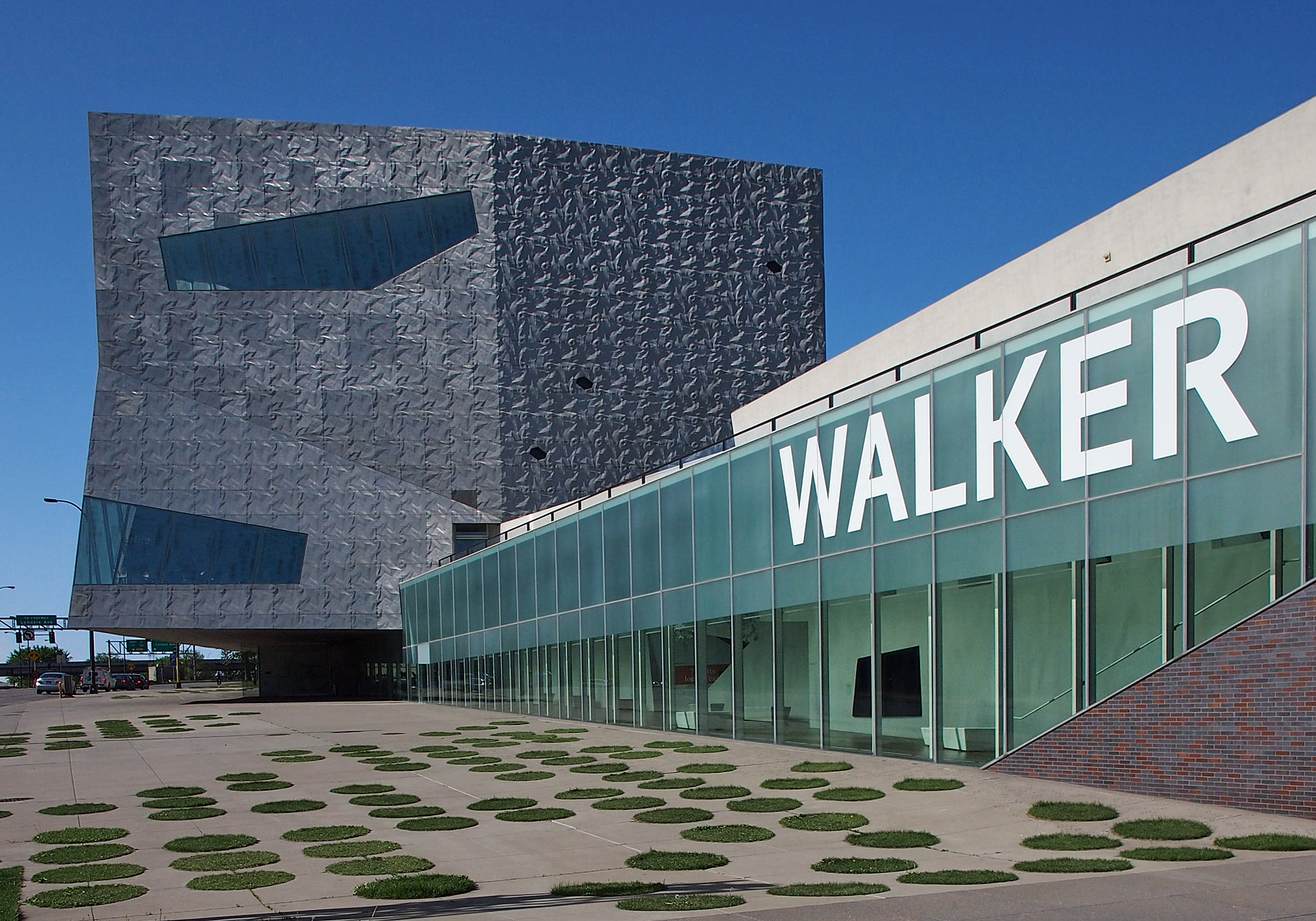
Центр мистецтв Вокера, Міннеаполіс, 2005 р.
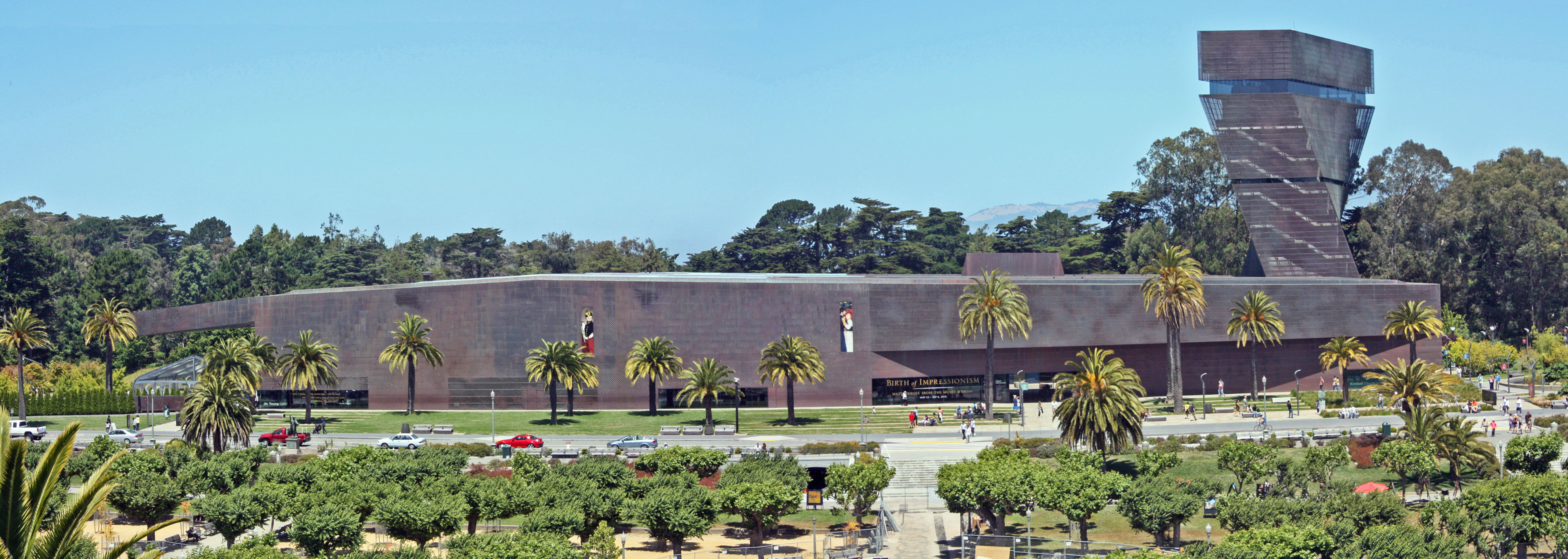
Музей де Янга, Сан-Франциско, 2005 р.
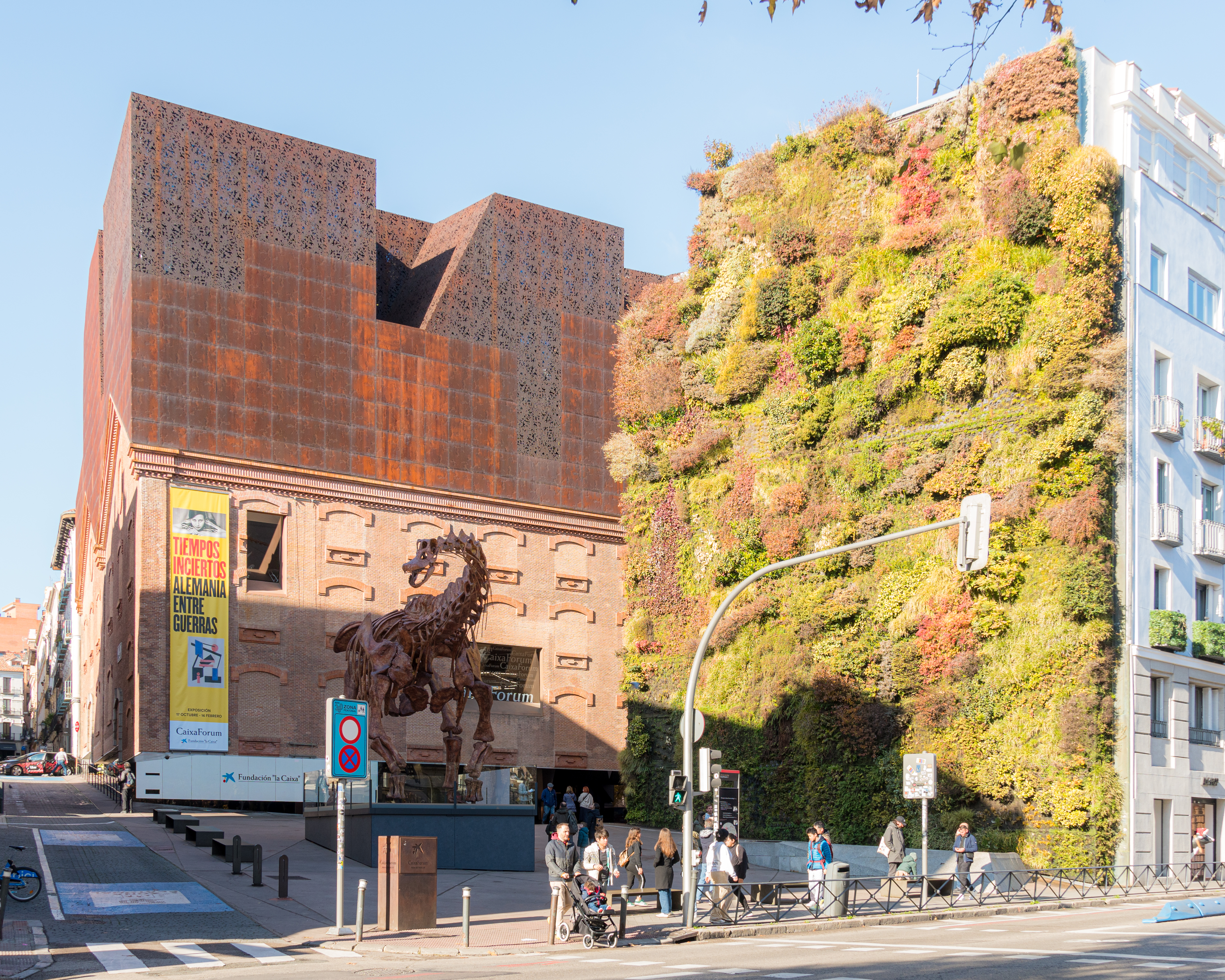
Форум Сайха, Мадрид, 2008 р.
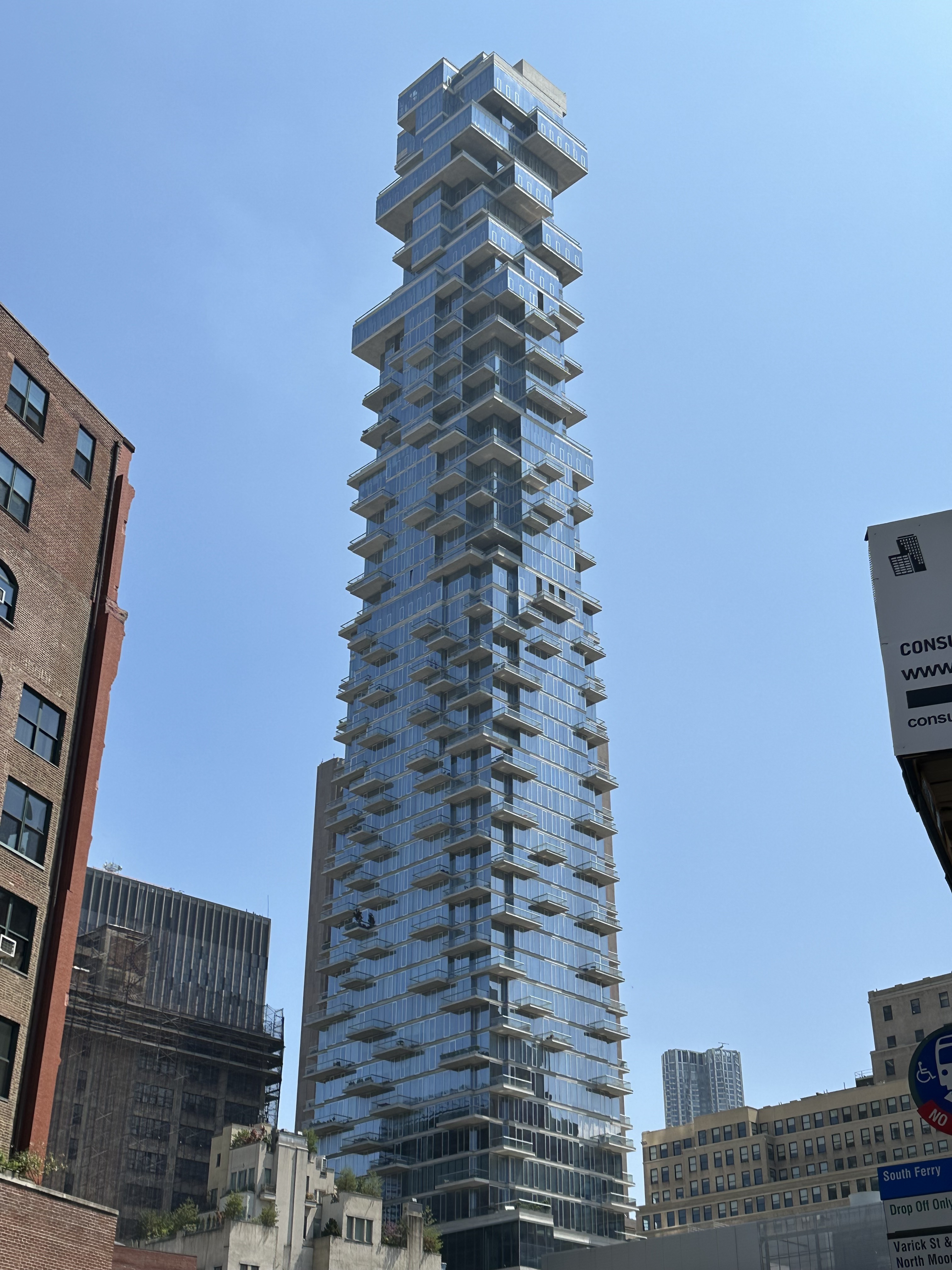
Житловий хмарочос на 56 Леонард-Стрит, Нью-Йорк, 2017 р.

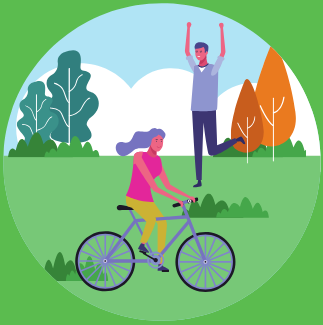
Приклад плаского мінімалістичного дизайну, властивого метамодернізму

Графічний дизайн у метамодернізмі стриманий, з використанням чистих кольорів, пласких форми.
Прикладами метамодерністського кіно слугують «Незрівнянний містер Фокс» (2009), «Милі кості» (2009), «Звірі дикого Півдня» (2012), «Кінь БоДжек» (2014), «Острів собак» (2018), серіали «Родина Тененбаумів» (2001), «Новенька» (2011), «Людина-павук: Навколо Всесвіту» (2018). Нерідко до створення метамодерністського кіно залучаються непрофесійні актори. Мотивація головних героїв часто «дитяча», не заснована на сексуальності, кар'єрі чи прагненні до влади тощо.
Наративні відеоігри, що звертаються до мономіфу та архетипів, також розглядаються як метамодернізм (на відміну від відеоігор в цілому, що є постмодерністськими творами). Їх прикладами є Age of Mythology (2002), Fallout 3 (2008), The Elder Scrolls V: Skyrim (2011), The Last of Us (2013), Hellblade: Senua’s Sacrifice (2014), Death Stranding (2019), Kena: Bridge of Spirits (2021), серія God of War (2004-2022).
Мотамодерністська музика й театр представлені гуртами, як «The Ben Folds Five», «Flaming Lips», «Wilco», перформативним гуртом «LaBeouf, Rönkkö & Turner».
У моді принципи метамодернізму проявляються як невигадливий, навіть стандартний за колишніми мірками одяг, який часто справляє враження замалого.

## В українському мистецтві
До літератури метамодернізму України належать «Музей покинутих секретів» (2009) Оксани Забужко, «Забуття» (2016) Тані Малярчук, «Інтернат» (2017) Сергія Жадана. Провідна тема цих текстів — уплив історичного досвіду на сучасність.
Прикладами українського метамодерністського кіно є  «Поводир» (2013), «Нескорений» (2014), «Незламна» (2015), «Червоний» (2017), які культивують національні цінності як основу віднайдення сенсу в сучасному житті.